# Fairfield (Montana)
Pour les articles homonymes, voir Fairfield.
Fairfield est une municipalité américaine située dans le comté de Teton au Montana. Selon le recensement de 2010, sa population est de 708 habitants.
La municipalité s'étend sur 0,31 milles carrés (0,8 km2). Elle est fondée en 1916, lors de l'arrivée du Milwaukee Railroad.